# Herbert Schmitz
Herbert Schmitz   (26 de març de 1947 - 25 de març de 2019) fou un pilot de motocròs alemany que destacà en competició internacional durant la dècada del 1970, quan pilotant per a Puch i després per a Maico fou un dels principals competidors al Campionat del Món de motocròs de 500cc. La seva millor temporada al mundial fou la de 1978, en què acabà quart per darrere de Heikki Mikkola, Brad Lackey i Roger De Coster després d'haver guanyat dues mànegues en Gran Premi, una d'elles a Carlsbad (Califòrnia) amb ocasió del Gran Premi dels Estats Units. A banda, va guanyar tres Campionats d'Alemanya consecutius (1977 a 1979).
Schmitz va començar la seva carrera internacional el 1971 a Sint Anthonis i, durant anys, formà part de l'elit alemanya del motocròs, al costat dels seus compatriotes Adolf Weil, Hans Maisch i Willy Bauer. El 1982, Schmitz abandonà les competicions. Més tard, esdevingué un participant habitual en curses "vintage" i esdeveniments relacionats amb el motocròs. Va participar també en diverses ocasions en el campionat belga de cotxes clàssics. A finals del 2014, va patir un atac de feridura i, des d'aleshores, s'estigué en un centre sanitari. El 24 de març del 2019 va resultar ferit en una caiguda i fou ingressat a l'hospital, on va morir un dia després.
Al llarg de la seva carrera, Herbert Schmitz va pilotar diverses marques. De 1969 a 1970, va córrer amb ČZ, Bultaco i Husqvarna (amb aquesta darrera, guanyà el Campionat OMK d'Alemanya en 250 i 500 cc el 1969). El 1971, va portar una Kramer-Maico i de seguida va canviar a la Maico pròpiament dita, on romangué fins al 1973. Les temporades de 1974 a 1976 fou pilot oficial de Puch, on coincidí durant la seva darrera temporada amb Joël Robert. Tornat a Maico, s'hi estigué fins al final de la seva carrera.

## Palmarès al mundial de motocròs
Font:
| Any  | Motocicleta  | 500cc | 250cc |
| ---- | ------------ | ----- | ----- |
| 1971 | Kramer-Maico | 19è   | -     |
| 1972 | Maico        | -     | 15è   |
| 1973 | Maico        | -     | 24è   |
| 1974 | Puch         | -     | 16è   |
| 1975 | Puch         | 8è    | -     |
| 1976 | Puch         | 6è    | -     |
| 1977 | Maico        | 6è    | -     |
| 1978 | Maico        | 4t    | -     |
| 1979 | Maico        | 11è   | -     |
| 1980 | Maico        | 12è   | -     |
| 1981 | Maico        | 23è   | -     |